# Arthur Maertens
Arthur Maertens (later: Arthur Martens) (Zwevezele, 11 juli 1892 - Zwevezele, 27 december 1962) was een Belgische wielrenner, caféuitbater en fietsenbouwer.
Geboren als zoon van Ferdinand Maertens en Sidonia Vandenberghe begon hij van jongs af te koersen. Ook zijn jongere broers Florent en René werden wielrenner. In 1911 werd hij beroepsrenner bij de Franse ploeg La Française-Diamant (vanaf 1914: La Française Hutchinson). Zijn beste seizoen was 1913, al had hij dat jaar ook met pech af te rekenen. In Parijs-Roubaix was hij weliswaar bij de kopgroep, maar nabij Roubaix moest hij opgeven nadat zijn kader brak. Ook zijn deelname aan de Ronde van Frankrijk liep met een sisser af toen kopman Octave Lapize opgaf en de ploeg uit de Ronde verdween.
De Eerste Wereldoorlog maakte een abrupt einde aan Maertens wielercarrière. Na de oorlog probeerde hij het nog als onafhankelijke, met beperkt succes.
In 1914 trouwde Maertens met Irma Vermeulen uit Ardooie en opende een café en fietsatelier te Hille. Uit dit huwelijk kwamen drie kinderen voort: Rachel, Maurits en Simonne, die later het café zou overnemen. Maurits zou na de Tweede Wereldoorlog het fietsatelier overnemen om het in 1980 over te laten aan zijn zoon Eddy, die de zaak nog steeds runt onder de naam Martelly Professional Frames.

## Belangrijkste resultaten
| Wedstrijd                    | Positie | Datum      | Seizoen |
| Parijs-Roubaix               | 26      | 07-04-1912 | 1912    |
| Parijs-Tours                 | 37      | 06-04-1913 | 1913    |
| Ronde van Vlaanderen         | 5       | 23-05-1913 | 1913    |
| Kampioenschap van Vlaanderen | 2       | 11-09-1913 | 1913    |
| Kampioenschap van Vlaanderen | 10      | 16-09-1920 | 1920    |

## Resultaten in voornaamste wedstrijden
| Jaar | Ronde van Italië | Ronde van Frankrijk | Ronde van Spanje |
| ---- | ---------------- | ------------------- | ---------------- |
| 1912 |                  |                     |                  |
| 1913 |                  | opgave              |                  |

| Jaar | Ronde van Vlaanderen | Parijs-Roubaix |
| ---- | -------------------- | -------------- |
| 1912 |                      | 26e            |
| 1913 | 5e                   |                |